# 배드 울프
배드 울프(Bad Wolf, 나쁜 늑대)는 《닥터후》에 등장하는 가공의 개념이다.

## 개요
'BAD WOLF'는 닥터후 시리즈의 스토리 이자 가공의 개념으로 2005년 시리즈1에서 에피소드 별로 낙서, 방송사 이름, 회사 이름을 가리지 않고 주인공 일행을 따라다니는 문구로 등장한다. Rose 에피소드를 제외하면 시즌1의 대부분의 에피소드에 전부 등장한다. 이후 The Parting of the Ways 에피소드에서 로즈 타일러가 타디스의 타임 볼텍스를 흡수한 후에 온 시공간에 뿌린 메시지인 것으로 밝혀진다. 배드 울프 상태의 로즈 타일러는 달렉 함대를 원자로 분해하고 캡틴 잭 하크니스를 불사의 몸으로 만들었다. 그러나 인간의 몸이 그 힘을 버틸 수 없자 닥터가 키스를 통해 로즈의 힘을 흡수해 타디스로 다시 돌려보내고, 이 과정에서 닥터는 재생성을 하게 된다.
뉴 시즌 2, 3, 4에서도 짤막하게 등장하며 시즌5부터는 등장하지 않았다가 The Day of The Doctor에서 '모멘트'의 자아로 다시 등장하게 된다.

## 등장, 언급 목록
- The End of the World : 5,000,000,000년 플랫폼1에서 'Moxx of Balhoon' 이란 외계인이 "명백하게 이건 나쁜 늑대의 이야기 입니다.(Indubitably, this is the Bad Wolf scenario.)" 라고 언급한다.
- The Unquiet Dead : 1869년 카디프에 예지 능력(천리안)을 가진 하녀 '기네스'는 로즈 타일러가 겪은 시간을 일부 들여다보고 '배드 울프'라 언급한다.
- Aliens of London : 21세기 런던, 로즈 타일러 집 주변에 착륙한 타디스에 꼬마애가 그린 낙서
- World War Three : 우주선의 빅벤 충돌 사고를 보도하는 뉴스 자막의 'Mal Loup' (프랑스어로 '나쁜 늑대')
- Dalek : 헨리 밴 스테튼의 개인 헬기의 이름인 'Bad Wolf One'
- The Long Game : 200,000년 위성방송 5의 '배드울프 TV'
- Father's Day : 1987년 런던, 피터 타일러가 죽는 도로 주변벽에 붙어있던 'ENERGIZE' 포스터의 낙서
- The Doctor Dances : 세계 2차 대전에서 사용된 나치의 폭탄 이름 'Schlechter Wolf' (독일어로 '나쁜 늑대')
- Boom Town : 마가렛 블레인의 탈을 쓴 슬리딘이 계획한 원자력 발전소 이름인 'Blaidd Drwg' (웨일즈어로 '나쁜 늑대')
- Bad Wolf, The Parting of the Ways : 200,100년 위성방송 5의 배드울프 코퍼레이션[2]
- Bad Wolf, The Parting of the Ways : 21세기 런던, 로즈 타일러집 주변에 있던 공원의 지면과 돌담의 낙서[2][5]
- Bad Wolf, The Parting of the Ways : 타디스의 심장을 들여다보고 '배드 울프'로 각성한 로즈 타일러[2]
- Tooth and Claw : 1879년 스코틀랜드, 늑대 인간의 호스트는 로즈 타일러에게 "너 에게도 뭔가 늑대가 있어"라고 언급한다.
- Love & Monsters : 토치우드 기관이 보유하고 있는 데이터중 로즈 타일러에 대한 정보가 '배드 울프 바이러스'란 컴퓨터 바이러스에 의해 손상되었다. 로즈 타일러와 닥터를 조사하던 어브조바로프가 LINDA 에게 이를 언급한다.

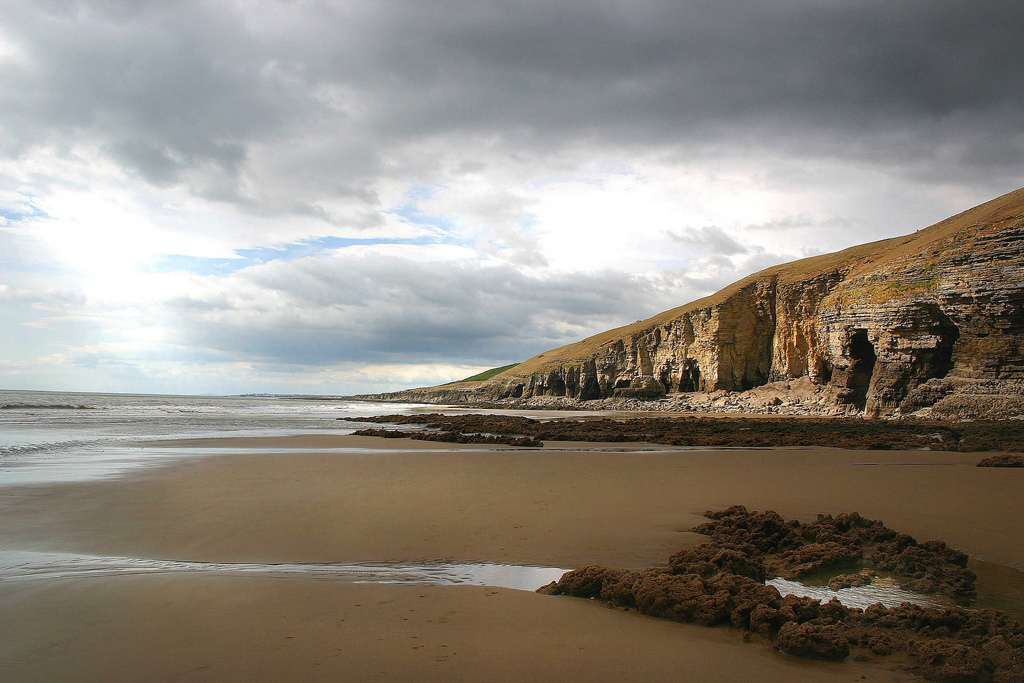
Bad Wolf Bay의 배경으로 사용된 웨일즈의 Southerndown 해변

- Doomsday : 평행 세계로 오게 된 로즈 타일러가 닥터의 이미지와 재회한 곳의 바다 이름 'Darlig Ulv Stranden' (덴마크 어로 'Bad Wolf Bay')[6]
- Gridlock : 5,000,000,053년 뉴뉴욕의 자동차 안에 있던 닥터 뒤에 붙여진 포스터에 있던 문구 惡狼 (일본어로 '나쁜 늑대')
- Silence in the Library, Forest of the Dead : 51세기 '도서관'에 샬롯 럭스란 여자아이가 (데이터베이스 가상세계에서) 그린 그림중 '금발 여자'와 '늑대'의 그림을 볼 수 있다. 이는 로즈 타일러와 BAD WOLF를 상징한다.
- Turn Left : 트릭스터 여단의 '시간 딱정벌레'로 인해 만들어진 도나 노블의 대체 현실세계에 로즈 타일러가 도나 노블에게 닥터에게 말해달라는 두 단어로 'BAD WOLF'를 말한다.
- Turn Left : 트릭스터 사건이 해결된 후에 10대 닥터와 도나 노블이 있던 미래의 차이나 타운 곳곳에 BAD WOLF란 글자가 나타났으며 타디스의 글자 마저도 BAD WOLF가 되었다.
- The Day of The Doctor : 모멘트의 자아에 깃든 배드 울프[3][4]
- Captain Jack Harkness : 21세기 카디프의 댄스홀 '리츠'의 계단 벽에 낙서